# 邢冬冬
邢冬冬（1986年—），男，安徽阜阳人，中国影视演员、导演、剪辑。代表作有《毛骗》、《麻辣隔壁》系列。